# Занан, Евгений
Евге́ний Зана́н (род. 5 февраля 1998, Санкт-Петербург) — израильский (до 2014 года — российский) шахматист, гроссмейстер (2020).
Победитель Мемориала Таля в Ираклионе. Серебряный призёр опена в Кракове. Бронзовый призёр открытой категории 4-го мемориала Гидеона Яфета (2-6 места). Участник чемпионатов Европы 2014, 2018, 2019 и 2023.
Выиграл чемпионат Европы до 12 лет в 2010 году и стал мастером ФИДЕ.
Участник командного чемпионата Израиля за сборную Беэр-Шевы. В составе юношеской сборной Израиля — участник олимпиады до 16 и командного чемпионата Европы до 18 лет.